# كاربيدوبا
كاربيدوبا (بالإنجليزية: Carbidopa) والمعروف بليڤوكارب أو كاريلدوبا المساعد، هو المركب من نوعين من الادوية كاربيدوبا وليڤودوبا. يستخدم بشكل أولي لعلاج أعراض مرض باركنسون لتثبيط استقلاب الليفودوبا المحيطي ولكن لا يغير من إتجاه المرض، يؤخذ عن طريق الفم، ممكن أن يؤخذ لمدة أسبوعين إلى ثلاثة أسابيع من العلاج قبل مشاهدة فوائده. كل جرعة منه تبدأ بالعمل تقريباً لمدة عشر دقائق مع مدة التأثير لحوالي خمس ساعات.
هنالك أعراض جانبية مشتركة مثل: مشاكل الحركة والغثيان. بالإضافة إلى الاعراض الجانبية الجديَّة مثل: الكآبة، انخفاض ضغط الدم عند الوقوف، بدء النعاس بشكل مفاجئ، الاختلال العقلي وزيادة خطر السلوك الغير سوي.
كاربيدوبا يمنع تكسر ال ليڤودوبا خارج الدماغ.
ليڤودوبا يتكسر داخل الدوبامين «الناقل العصبي» حتى يعطي تأثيره.